# 라윤부즈두르사키아엘함라 지방

라윤부즈두르사키아엘함라 지방

라윤부즈두르사키아엘함라 지방(아랍어: العيون بوجدور الساقية الحمراء, 프랑스어: Laayoune-Boujdour-Sakia El Hamra)은 모로코를 구성하던 16개 지방 가운데 하나로 분쟁 지역인 서사하라에 위치했다. 행정 중심지는 엘아이운이며 면적은 139,480km2, 인구는 256,152명(2004년 기준)이다. 2개 주(부즈두르 주, 라윤 주)를 관할했다. 모로코가 지방의 대부분 지역을 지배했고 지방의 동부 지역 가운데 일부는 폴리사리오 전선이 지배했다. 2015년에 실시된 행정 구역 개편에 따라 폐지되었다.